# Antracytský rajón
Antracytský rajón (ukrajinsky Антрацитівський район) byl rajón v Luhanské oblasti na Ukrajině. Hlavním městem byl Antracyt a rajón měl přibližně 30 tisíc obyvatel. 

## Sídla v rajónu
- Antracyt
- Faščivka
- Ivanivka
- Jesaulivka
- Krasnyj Kut
- Malomykolajivka
- Nyžnij Naholčik